# 辛正勳
辛正勳（：／ Shin Jeong-hun，1964年12月6日—），大韓民國自由派政治人物，第19、21屆國會議員。